# Felix Alexander von Cube
Felix Alexander von Cube (* 30. November 1876 in Menton, Frankreich; † 27. Januar 1964 in Stuttgart-Heslach) war ein Dermatologe, Naturforscher und Bergsteiger. Nach ihm wurden ein Berg auf Korsika und ein Schmetterling benannt.

## Berge und Natur

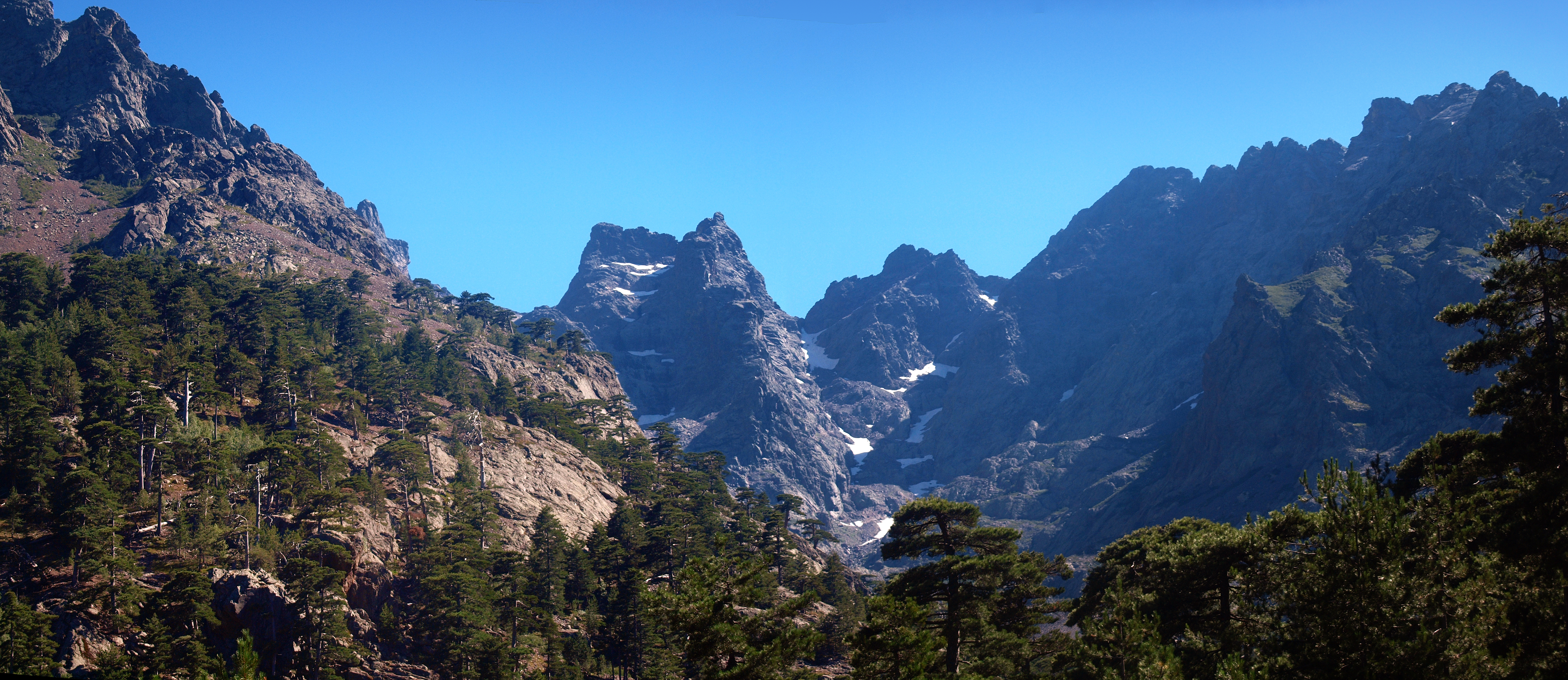
Der Cirque Trimbolacciu und Capu Larghia auf Korsika

Felix von Cube war ein begeisterter Bergsteiger, Naturforscher und Arzt, bereits während seines Studiums in München war er dem Akademischen Alpenverein München beigetreten. In den Jahren von 1895 bis 1904 bestieg er 262 Berggipfel und wanderte über 60 Gebirgspässe. Seine Lieblingsinsel war Korsika deren Bergmassive er 1899, 1902 und 1904 erforschte. Bei seinen Expeditionen auf Korsika bestieg er 38 Gipfel, davon 17 Erstbesteigungen. Zu den höchsten von ihm bestiegenen Bergen zählten der Punta Minuta (2556 Meter), der Capu Larghia (2503 Meter) und der Capu Tafunatu (2343 Meter). Der Stadtrat von Asco auf Korsika hat 1966 eine 2247 Meter hohe Felspyramide nach Felix Alexander von Cube, dem heutigen „Pic von Cube“, benannt. Die Korsen verehrten ihn als den „Pionier de l’alpinisme en corse“. Im Jahre 1906 zog er von München nach Stuttgart und ließ sich als Facharzt für Hautkrankheiten nieder, gleichzeitig wurde er durch Selbststudium zum Experten für Käfer und Schmetterlinge. Der Entomologische Verein in Stuttgart beauftragte ihn 1913 mit der Neubearbeitung der württembergischen Fauna. Ein sehr seltener Schmetterling, der „Cube-C“ wurde nach ihm benannt.

## Herkunft und Familie
Felix Alexander v. C. stammte aus dem deutsch-baltischen Adelsgeschlecht der von Cube, welches aus der Mark Brandenburg kam und sich zu Beginn des 18. Jahrhunderts in Livland angesiedelt hatte. Sein Vater war der Lungenfacharzt Maximilian Gotthard von Cube (* 1. Mai 1831 in Salaspils, Lettland; † 23. November 1910 in Tegernsee), der mit Sophie Luise Strohblum (* 31. Mai 1847 in Sankt Petersburg; † 13. August 1913 in Tegernsee) verheiratet war. Felix Alexander war in erster Ehe mit Elisabeth Magdalena Schmidbauer (* 24. Juli 1886 in München; † 8. September 1964 in Traunstein) verheiratet, das Paar hatte zwei Kinder:
- Johann Friedrich Walter von Cube (* 10. Juli 1906 in Stuttgart; † 11. Juni 1984 in Quarten, Schweiz), Journalist, verheiratet mit Gerta Maria Meta Clason (* 17. August 1879 in Bajo Los Leones bei Santa Fe, Argentinien; † 15. September 1961 in Arlington USA)
- Johann Maximilian Hellmut von Cube (* 31. Dezember 1907 in Stuttgart; † 29. September 1979 in München) Schriftsteller, verheiratet mit Nanette Brandi (* 25. Januar 1910 in Göttingen; † 13. Februar 1996).

In zweiter Ehe war er mit Luise Martha Krauttner (* 29. März 1896 in Stuttgart; † 27. April 1959 in Stuttgart) verheiratet, hieraus stammte Johann (Hans) Ludwig von Cube (* 19. November 1920 in Stuttgart; † 14. Dezember 1992 in Wilhelmsfeld), verheiratet mit Ilse Klara Pelzer (* 27. März 1921).

## Schule und Studium
Er besuchte bis zum Abitur 1896 das Wilhelmsgymnasium München. Anschließend studierte er Medizin an der Universität München und wurde dort 1902 zum Dr. med. promoviert.